# Џејмс Таун (Вајоминг)
Џејмс Таун (енгл. James Town) насељено је место без административног статуса у америчкој савезној држави Вајоминг.

## Демографија
По попису из 2010. године број становника је 536, што је 16 (-2,9%) становника мање него 2000. године.
| Група             | 2000.       | 2010.       |
| Белци             | 504 (91,3%) | 468 (87,3%) |
| Афроамериканци    | 2 (0,4%)    | 3 (0,6%)    |
| Азијати           | 0 (0,0%)    | 2 (0,4%)    |
| Хиспаноамериканци | 36 (6,5%)   | 54 (10,1%)  |
| Укупно            | 552         | 536         |